# Phellinus caryophylleus
Phellinus caryophylleus är en svampart som först beskrevs av Mordecai Cubitt Cooke, och fick sitt nu gällande namn av Leif Ryvarden 1972. Phellinus caryophylleus ingår i släktet Phellinus och familjen Hymenochaetaceae.   Inga underarter finns listade i Catalogue of Life.